# Sebastiano Serlio
Sebastiano Serlio (6. září 1475 Bologna – cca 1554 Fontainebleau) byl italský architekt, malíř a teoretik architektury z doby manýrismu.

V roce 1514 Serlio odešel do Říma, kde studoval architekturu pod vedením Baldassare Peruzziho, jednoho z iniciátorů manýrismu v architektuře. V roce 1527 utekl do Benátek, kde zůstal až do roku 1540, kdy jej král Francie František I. Francouzský najal jako poradce při výstavbě paláce v Fontainebleau. Nicméně pouze dvě stavby lze připsat Serliovi: vstup do Fontainebleau a zámek Ancy-le-Franc, postavený v 1546.

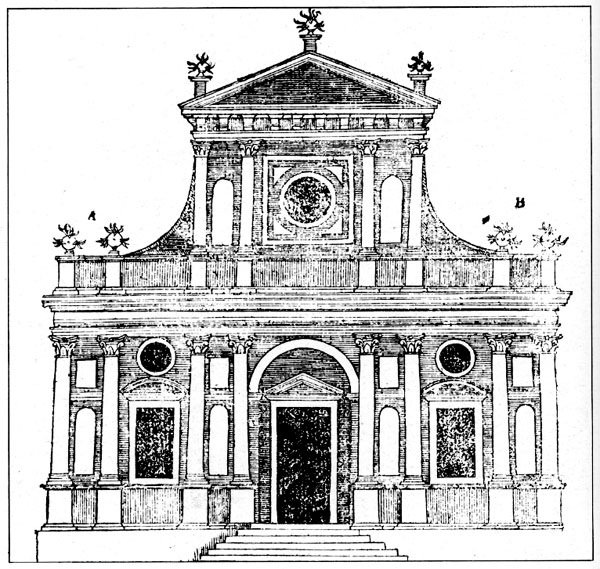
Fasáda kostela – obrázek z traktátu Serlia (1537)

Autor architektonického traktátu v sedmi knihách a osmé neukončené, má velký vliv na evropskou architekturu, zejména ve Francii a Polsku. Traktát zahrnoval otázky geometrie, perspektivy, obecná pravidla architektury, antické architektury, stejně jako rezidenční, vojenské a sakrální. Serlio velmi pečlivě zpracoval otázku o vytvoření otvoru ve zdi. Proslavil především návrhy oken a portálů, ale také projektoval vzory stropů, vlysů a ornamentů.
Jednotlivé díly traktátu nebyly vydány v řadě za sebou.
- I. a II. o geometrii a perspektivě vyšel v roce 1545 v Paříži

- III. o stavbách v antickém Římě, Itálii i mimo Itálii v roce 1540 v Benátkách
- IV. o pravidlech architektury v roce 1537 v Benátkách
- V. o sakrální architektuře v roce 1547 v Paříži
- VI. o rezidenční architektuře v Miláně
- VII. o konkrétních případech, které se mohly stát architektovi a o rekonstrukcích již postavených staveb. Vydáno ve Frankfurtu v 1575